# Ечаурі
Ечаурі (баск. Etxauri (офіційна назва), ісп. Echauri) — муніципалітет в Іспанії, у складі автономної спільноти Наварра. Населення — 583 особи (2009).
Муніципалітет розташований на відстані близько 310 км на північний схід від Мадрида, 12 км на захід від Памплони.
На території муніципалітету розташовані такі населені пункти: (дані про населення за 2009 рік)
- Ечаурі: 571 особа
- Отасу: 12 осіб

## Демографія
Динаміка населення (INE ):

## Галерея зображень

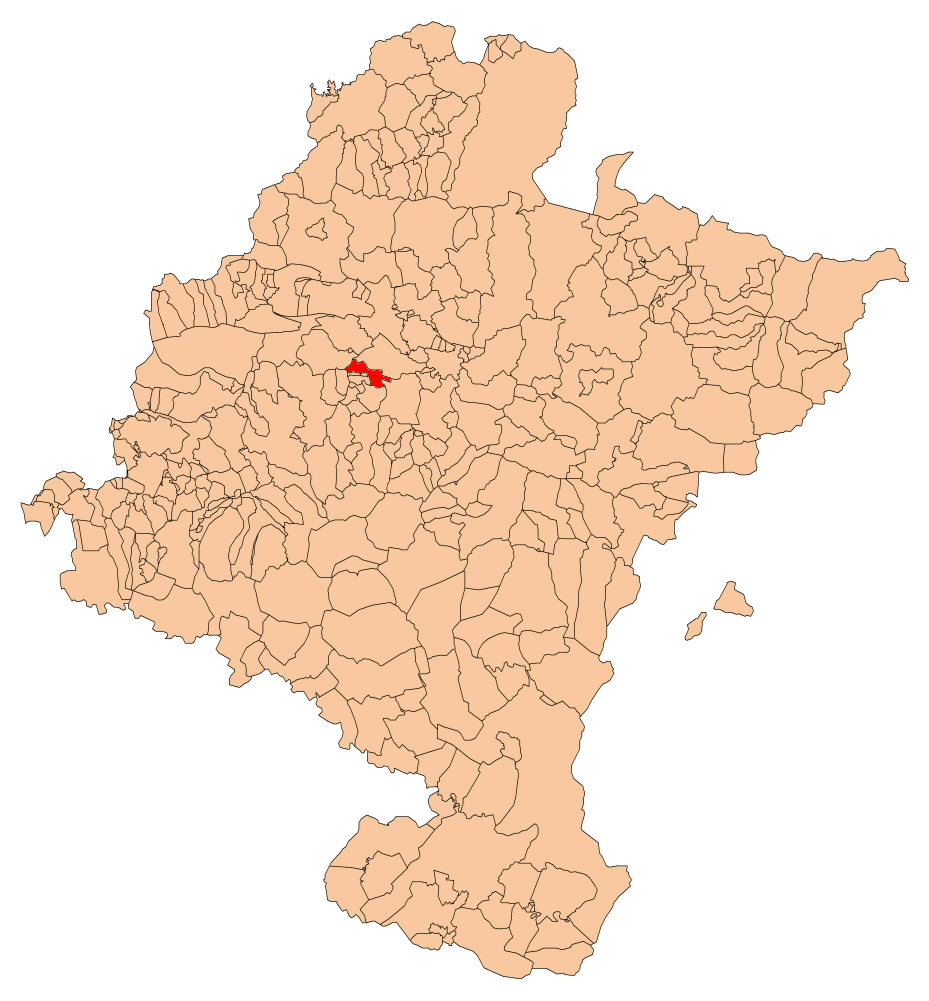
Розташування муніципалітету